# The End of the World Party
| Críticas profissionais | Críticas profissionais |
| Avaliações da crítica  | Avaliações da crítica  |
| Fonte                  | Avaliação              |
| ---------------------- | ---------------------- |
| Allmusic               | [ 1 ]                  |

The End of the World Party é o segundo álbum de estúdio da banda americana de electronicore I See Stars, lançado em 2011.
Os trabalhos no álbum foram anunciados em 8 de outubro de 2010, através de um comunicado postado no AbsolutePunk. Não houve novas menções ao álbum até uma atualização em vídeo no canal do YouTube na Sumerian Records, de 6 de novembro de 2010.
A faixa título do álbum foi lançada em 6 de dezembro de 2010, e a faixa podia ser desbloqueada ao se curtir a página oficial da gravadora no Facebook. A lista de faixas foi anunciada em 14 de janeiro de 2011.
A data de lançamento foi anunciada através da página da banda no Merch Connection Inc., na qual eles lançaram pacotes de pré-venda em 15 de janeiro de 2011. Em 1 de fevereiro, Alternative Press liberou a faixa "Wonderland" para streaming em seu site..

## Faixas
Todas as músicas compostas por I See Stars.
| N.º | Título                                   | Duração |  |
| 1.  | "The End of the World Party"             | 3:16    |  |
| 2.  | "Over It"                                | 3:51    |  |
| 3.  | "Still Not Quite Enough"                 | 3:35    |  |
| 4.  | "Wonderland"                             | 2:29    |  |
| 5.  | "Home for the Weekend"                   | 3:19    |  |
| 6.  | "It Will Be Up (High School Never Ends)" | 3:33    |  |
| 7.  | "Upside Down"                            | 3:51    |  |
| 8.  | "The Common Hours II"                    | 2:55    |  |
| 9.  | "Where I Let You Down (Numb)"            | 3:00    |  |
| 10. | "Glow"                                   | 2:56    |  |
| 11. | "Pop Rock & Roll"                        | 4:49    |  |

## Paradas
| Parada (2011)          | Melhor posição |
| ---------------------- | -------------- |
| Billboard 200          | 144            |
| Top Rock Albums        | 37             |
| Top Heatseekers        | 1              |
| Top Independent Albums | 18             |
| Top Alternative Albums | 23             |

## Músicos
I See Stars
- Devin Oliver – vocais limpos
- Andrew Oliver – bateria, percussão
- Jeff Valentine – baixo
- Brent Allen – guitarra solo
- Jimmy Gregerson – guitarra base
- Zach Johnson – vocal gutural, sintetizador, teclado, programação

Produção
- Cameron Mizell - produção, mixagem e engenharia de som
- Matt Dalton - engenharia de som
- Joey Sturgis - masterização
- Daniel McBride - capa e design
- Shawn Keith - A&R